# Star Trek VI: A nem ismert tartomány
A Star Trek – A nem ismert tartomány (Star Trek: The Undiscovered Country) a Paramount Pictures 1991-ben bemutatott filmje, a Star Trek sci-fi-tévésorozat alapján készült hatodik mozifilm.
A Klingon Birodalom béketárgyalásokat kezd a Föderációval, mivel az egyik holdjuk felrobbanása a gazdasági és ökológiai katasztrófa szélére sodorta őket. Az Enterprise kapja a feladatot, hogy kísérje el Gorkon kancellár hajóját a földi tárgyalásokra. A kíséret közben azonban ismeretlenek Csillagflotta-űrruhában végeznek a kancellárral, és a merényletet az Enterprise kapitányára, Kirkre kenik.
A film története – miszerint dőljön le a fal az űrben is, akár a berlini fal – Leonard Nimoytól származik. Köztudott, hogy a klingonokat a Szovjetunióról mintázták, és a föderációs-klingon viszony is emlékeztet az amerikai-szovjet hidegháborúra. Ez a film az eredeti legénység búcsúja. Gene Roddenberry, az eredeti sorozat alkotója nem sokkal halála előtt látta a filmet. Magyarországon ezt a részt mutatták be legelőször moziban.

## Cselekmény
|  | Alább a cselekmény részletei következnek! |

Nyugtalanság keríti hatalmába a klingon anyabolygó, Qo'nos (a Kronosz) lakosait, miután a Praxis nevű holdjuk felrobban. A hold kulcsfontosságú volt az energia előállítása szempontjából, ráadásul a robbanás beszennyezte a Kronoszt is. Az előrejelzések szerint ez 50 évre tönkretette a légkört. Mivel a planéta már nem képes elegendő oxigénnel ellátni a lakosságot, a Klingon Birodalom úgy dönt, hogy békét köt a Föderációval. A Csillagflotta a USS Enterprise-t küldi, hogy vegyék fel a kapcsolatot Gorkon kancellárral, és kísérjék a Földre. Ez az ötlet nem tetszik James T. Kirk kapitánynak, hiszen fiát egy klingon ölte meg.
Kirkék találkoznak Gorkon csatahajójával, a Kronos 1-gyel a klingon határ közelében. A kapitány meghívja a vendégeket vacsorára az Enterprise fedélzetére. Az összejövetel nem zajlik le zökkenőmentesen, ugyanis vannak, akik nem értenek egyet a békekötéssel, továbbá sokan annak kimenetelén vitatkoznak. A klingonok attól is tartanak, hogy a Föderációnak köszönhetően kultúrájuk idővel szertefoszlik.
Nem sokkal a vacsora után úgy tűnik, hogy az Enterprise tüzet nyit a Kronosz-1-re egy pár torpedóval. A lövések stratégiai pontokat találnak el, és több más rendszerrel együtt a mesterséges gravitáció is megszűnik a klingon hajó fedélzetén. Eközben Csillagflotta űrruhába bújt emberek transzportálnak át a sérült hajóra, és a kancellár szobája felé haladva mindenkit megölnek. Gorkon kancellárt is lelövik, de Chang tábornok sértetlen marad. Kirk és Dr. Leonard McCoy áttranszportál a Kronosz-1-re, hogy segítsenek megmenteni a kancellár életét. Azonban nem járnak sikerrel, a klingonok fogságába kerülnek, akik visszaindulnak velük a Kronoszra. Ott már várja őket Gorkon lánya Azetbur, aki az új kancellár lesz. Ő mindenképpen békét akar, ezért úgy dönt, hogy folytatja a tárgyalást, de azt már egy másik helyszínen kell lebonyolítani. Egy olyan helyen, ami a legtöbb Föderációs és klingon biztonsági tiszt előtt titok marad.
Kirköt és McCoyt a Kronoszon elítélik, és egy gulágszerű börtönbolygóra, a fagyos Rura Pentére szállítják őket, aminek nagy részét mágneses árnyékolás védi. Itt megismerkednek egy alakváltóval, akit Martiának hívnak. Ő elárulja nekik, hogy létezik egy mód a szökésre, és ő segít nekik. Miután átvergődnek a fagyos, jéggel borított felszínen, ahol már az Enterprise érzékeli őket, Martia árulást követ el. Őt viszont megölik a nemrég érkezett klingon őrök. Szerencsére, az Enterprise-nak sikerül épp időben felsugározni őket, majd gyorsan távoznak is klingon területről.
Kirk kapcsolatba lép Hikaru Suluval, a USS Excelsior kapitányával. Mindkét hajó a békekonferencia új helyszíne, a Kithomer felé veszi az irányt. A bolygó felé tartó úton belebotlanak Chang legújabb klingon harci járművébe, amely álcázva is képes tüzelni, anélkül, hogy felfedné hollétét. Ekkor jönnek rá, hogy az Enterprise adatait meghamisították, és valójában Chang hajója tüzelt a kancelláréra. Spock és Dr. McCoy módosítanak egy torpedót, hogy az a klingon hajtóművek plazmaemisszióját érzékelje. Az átalakítás sikeres. Miután a torpedó becsapódik az ellenséges hajóba (felfedve annak helyzetét) az Enterprise és az Excelsior is tüzet nyit rá, és megsemmisíti.
Mindkét hajó legénységének tagjaiból lesugároznak a bolygóra, és megakadályozzák a föderáció elnöke elleni merényletet. A bérgyilkost megölik, az összeesküvőket letartóztatják.
Az Enterprise-nak vissza kellene térnie a Földre, ahol leszerelnék a legénységével együtt. Kirkék azonban még utoljára elhajóznak a mindenségbe.

## Szereplők
| Szerep                                              | Színész             | Magyar hangja (1. szinkron) |
| --------------------------------------------------- | ------------------- | --------------------------- |
| James T. Kirk kapitány                              | William Shatner     | Szersén Gyula               |
| Mr. Spock                                           | Leonard Nimoy       | Perlaki István              |
| Dr. Leonard McCoy orvosi tiszt                      | DeForest Kelley     | Dobránszky Zoltán           |
| Montgomery Scott                                    | James Doohan        | Csurka László               |
| Hikaru Sulu kapitány                                | George Takei        | Varga T. József             |
| Pavel Chekov parancsnok                             | Walter Koenig       | Felföldi László             |
| Uhura parancsnok                                    | Nichelle Nichols    | Andresz Kati                |
| Janice Rand                                         | Grace Lee Whitney   | Fodor Zsóka                 |
| Sarek nagykövet                                     | Mark Lenard         | Juhász Tóth Frigyes         |
| Valeris                                             | Kim Cattrall        | Málnai Zsuzsa               |
| Gorkon klingon kancellár                            | David Warner        | Simon György                |
| Azetbur kancellár, Gorkon lánya                     | Rosanna DeSoto      | Prókai Annamária            |
| Chang klingon tábornok                              | Christopher Plummer | Gruber Hugó                 |
| Föderációs Elnök                                    | Kurtwood Smith      | Juhász Jácint               |
| William „Bill” Smillie, a Csillagflotta parancsnoka | Leon Russom         | Kiss Gábor                  |
| Cartwright admirális                                | Brock Peters        | Kárpáti Tibor               |
| Klingon nagykövet                                   | John Schuck         | Kardos Gábor                |
| Kerla parancsnok                                    | Paul Rossilli       | Barbinek Péter              |
| Martia                                              | Iman                | Simon Mari                  |
| Worf (Az új nemzedék-ben szereplő Worf nagyapja)    | Michael Dorn        | Uri István                  |
| Excelsior kommunikációs tiszt                       | Christian Slater    | Balázsi Gyula               |
| West ezredes                                        | René Auberjonois    | Palóczy Frigyes             |

## Érdekességek
- A filmben számos ponton az aktuális világpolitikai állapotok köszönnek vissza: a Praxis felrobbanása a csernobili atomerőmű katasztrófájára, az utána következő béketárgyalások az oroszokat megtestesítő klingonokkal pedig az enyhülő hidegháborús viszonyra utal.
- Ez az utolsó alkalom, amikor az eredeti Star Trek szereplők mind együtt szerepelnek, habár Sulu időközben már az Excelsior kapitánya lett, így a kormányosi posztot Valeris tölti be az Enterprise-on.
- A nagyobb hitelességért a Chang tábornok szemfedőjét rögzítő csavarok fejére a klingon címert gravírozták.
- Ebben a filmben derül ki, hogy Kirk második neve Tiberius, illetve hogy Sulu keresztneve Hikaru.
- Nichelle Nichols (Uhura) kifogásolta azt a humorosabb jelenetet, ahol klingon szótárakkal igyekeznek válaszolni rádión a klingon tisztnek, mivel kommunikációs tisztként nyilván tudnia kellene klingonul.
- A West ezredest játszó René Auberjonois később a Star Trek: Deep Space Nine sorozattal lett ismert tagja a Star Trek szereplőknek, ahol Odo biztonsági főnököt alakította.
- A Kirköt és McCoyt a klingon bíróságon védő klingont Michael Dorn játszotta el, aki a Star Trek: Az új nemzedék sorozat Worf hadnagyát is alakítja. A történet szerint itt Worf nagyapja, akit ugyancsak Worfnak hívnak – bár a filmben erre semmi nem utal.
- A film elkészülte után nem sokkal halt meg Gene Roddenberry, ezért a filmet az ő emlékének ajánlották.